# Anna Borkowska (zakonnica)
Anna Borkowska, Matka Bertranda OP, właśc. Janina Siestrzewitowska (ur. 1900 w Cebulewie, zm. 1988 w Warszawie) – polska dominikanka klauzurowa, przeorysza w klasztorze dominikanek w Kolonii Wileńskiej (lit. Pavilnys).
Podczas II wojny światowej zakonnice pod jej kierownictwem udzieliły schronienia grupie młodych żydowskich aktywistów z wileńskiego getta, ona sama pomagała również Zjednoczonej Organizacji Partyzanckiej przemycając dla niej broń. W uznaniu zasług została w 1984 roku udekorowana przez instytut Jad Waszem medalem Sprawiedliwy wśród Narodów Świata.

## Życiorys

### Działalność
Janina Siestrzewitowska urodziła się w roku 1900 we wsi Cebulew. Po ukończeniu Uniwersytetu Jagiellońskiego wstąpiła do zakonu dominikanek klauzurowych przyjmując imię zakonne Bertranda. W 1938 roku został założony klasztor dominikanek w Kolonii Wileńskiej. W chwili wybuchu II wojny światowej siostra Bertranda była już jego przeoryszą.
Wilno zostało zajęte przez Niemców 24 czerwca 1941 roku w wyniku operacji Barbarossa i niemal natychmiast rozpoczęło się mordowanie Żydów. Matka Betranda po raz pierwszy zasięgnęła informacji w sprawie ratowania Żydów po rozpoczęciu masakry w Ponarach w lipcu 1941 roku. Początkowo starała się uzyskać poparcie zwierzchników kościoła katolickiego w Wilnie, ale ci odmówili pomocy z obawy, że niemieckie władze okupacyjne zniszczą majątek kościelny i zabiją wszystkich chrześcijan, którzy według ich wiedzy pomagali Żydom.
Działając z własnej inicjatywy Matka Betranda przyjęła kilkunastu członków Ha-Szomer Ha-Cair, lokalnej grupy syjonistycznej i ukryła ich na terenie swojego klasztoru. Wśród działaczy znaleźli się: Arie Wilner, Aba Kowner (przywódca organizacji), Abraham Suckewer, Izrael Nagel, Chuma Godot, Chajka Grossman i Edek Boraks. Podczas pobytu w klasztorze działacze ci za wiedzą i w porozumieniu z Matką Bertrandą i kilkoma innymi siostrami zakonnymi zorganizowali ośrodek działalności żydowskiego podziemia. Zimą 1942 roku działacze opuścili klasztor i powrócili do getta, aby tam zorganizować podziemną komórkę ruchu oporu. Kowner stwierdził później, że swoją pierwszą odezwę wzywającą do buntu w getcie sporządził właśnie w klasztorze. Odezwa, zaczynająca się od słów: nie dajmy się prowadzić jak owce na rzeź”, została rozpowszechniona w getcie 1 stycznia 1942 roku. Mimo opuszczenia klasztoru utrzymywali bliskie więzi z Matką Bertrandą, która odwiedzała ich w getcie, pomagała im zdobywać broń i dostarczyła pierwsze granaty ukrywając je pod habitem. Gestapo po otrzymaniu wiadomości o ukrywaniu Żydów w klasztorze aresztowało we wrześniu 1943 roku Matkę Bertrandę. Klasztor dominikanek został zamknięty, a siostry musiały go opuścić. Matka Bertranda została deportowana do obozu pracy koło Kowna, gdzie przebywała aż do momentu wyzwolenia go przez Armię Czerwoną.

### Losy po wojnie

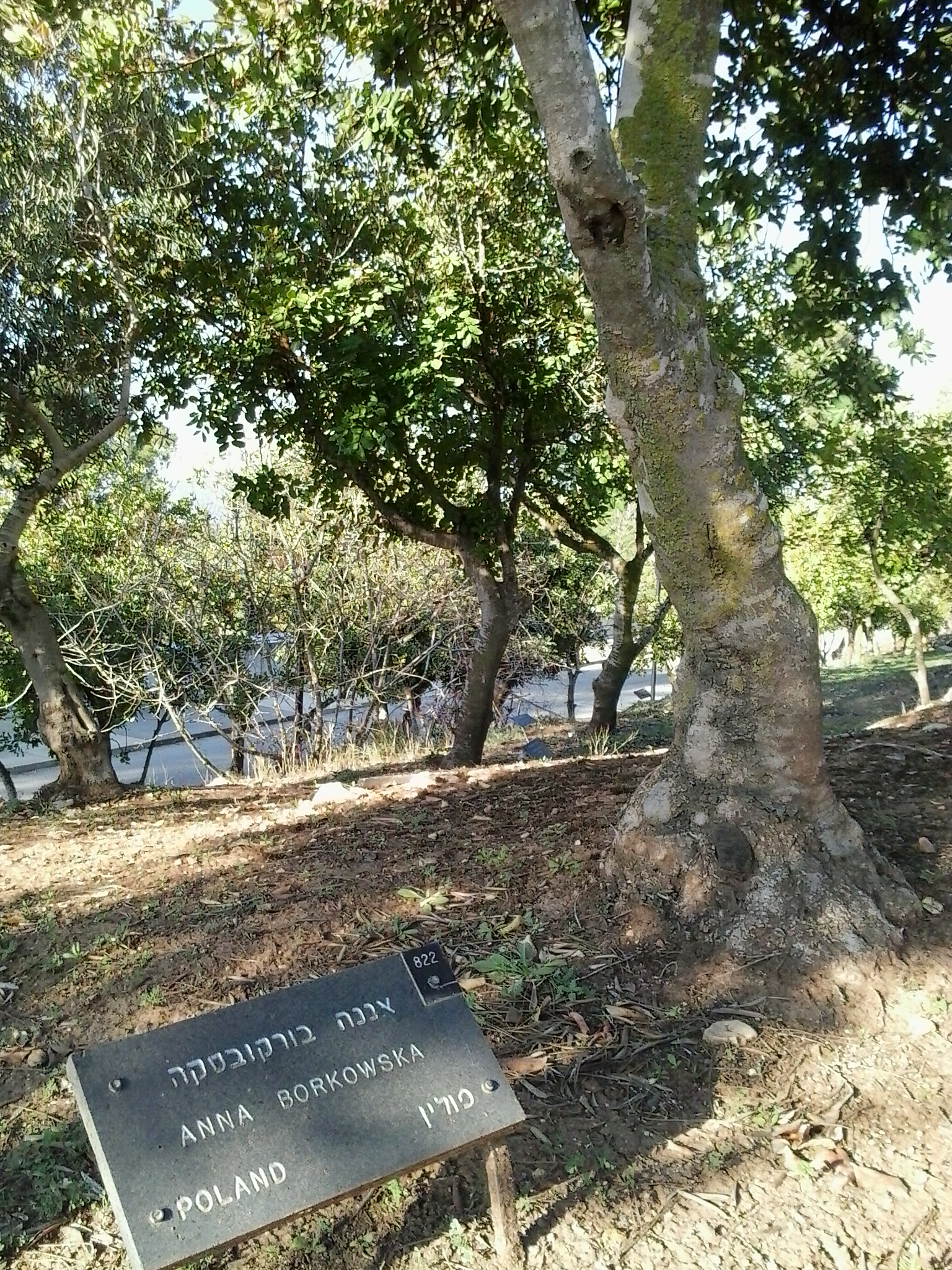
Drzewo posadzone przez Kownera na terenie Jad Waszem na cześć Anny Borkowskiej

Po wojnie siostra Bertranda wystąpiła ze stanu duchownego i przyjęła nazwisko Anna Borkowska. Jak wyjaśniła swoim przełożonym, nie mogła dłużej poświęcać życia Bogu, który w taki sposób postąpił w stosunku do ludzkich istot. Pozostała jednak wierną katoliczką. Do śmierci utrzymywała kontakt z tymi ze swych byłych podopiecznych, którzy przeżyli Zagładę.
W kwietniu 1948 roku z okazji piątej rocznicy powstania w getcie warszawskim przebywała w Warszawie z wizytą delegacja Erec Israel z Kownerem, który spotkał matkę przełożoną, mieszkającą w niewielkim, ubogim pomieszczeniu. Podczas rozmowy opowiedziała mu ona o dalszych losach klasztoru, na czele którego stała. Nie poinformowała go jednak o swojej rezygnacji ze stanu duchownego.
W latach 80. XX wieku Kowner i jego przyjaciele w Izraelu dowiedzieli się, że Anna Borkowska mieszka w Warszawie i że nie jest już zakonnicą. Odnaleźli ją, jako starą i samotną kobietę, mieszkającą w niewielkim, nieumeblowanym pokoju, z wielkim krzyżem zawieszonym na ścianie. Kiedy pewien Izraelczyk odwiedził ją w imieniu ocalałych, powiedziała mu, że jedynym jej życzeniem jest możliwość zobaczenia jednego z Żydów, których ukrywała w klasztorze. Kowner udał się do Warszawy i, w obecności wielu osób, wręczył jej medal Sprawiedliwy wśród Narodów Świata. Kiedy zapytała go, czemu zawdzięcza ten zaszczyt, odpowiedział:

W czasach kiedy aniołowie zakryli przed nami swe twarze, ta kobieta [Anna] była dla nas Anną od aniołów

Medalem Sprawiedliwy wśród Narodów Świata udekorowanych zostało również siedem innych sióstr, ukrywających w czasie wojny żydowskich działaczy: Maria Ostreyko (siostra Jordana), Maria Janina Roszak (siostra Cecylia), Maria Neugebauer (siostra Imelda), Stanisława Bednarska (siostra Stefania), Irena Adamek (siostra Małgorzata), Julia Michrowska (siostra Bernadeta) i Helena Frąckiewicz (siostra Diana).
W 1985 roku Kowner posadził na cześć Anny Borkowskiej drzewko na terenie Jad Waszem.
Anna Borkowska zmarła w 1988 roku w Warszawie.